# South Gate
|  | Dieser Artikel wurde aufgrund von inhaltlichen Mängeln auf der Qualitätssicherungsseite des Projektes USA eingetragen. Hilf mit, die Qualität dieses Artikels auf ein akzeptables Niveau zu bringen, und beteilige dich an der Diskussion! Eine nähere Beschreibung der zu behebenden Mängel fehlt. |

South Gate ist eine Stadt im Los Angeles County im US-Bundesstaat Kalifornien. Das U.S. Census Bureau hat bei der Volkszählung 2020 eine Einwohnerzahl von 92.726 ermittelt. Das Stadtgebiet hat eine Größe von 19,4 km² und liegt jeweils ca. 11 Kilometer südlich von Downtown Los Angeles und östlich von Inglewood.
Der Name South Gate bezieht sich auf das „Südtor“ der Ranch von Don Antonio Maria Lugo (1783–1860), an dem die Stadt gegründet wurde.

## Söhne und Töchter der Stadt
- Pete Rozelle (1926–1996), einflussreicher Sport-Funktionär
- Roger Smith (1932–2017), Schauspieler, Filmproduzent und Drehbuchautor
- Ross Zucco (1934–1960), Eisschnellläufer
- Graham Robert Allan (1936–2007), britischer Mathematiker
- Don Buchla (1937–2016), Entwickler und Hersteller von elektronischen Musikinstrumenten
- Arleen Augér (1939–1993), Sopranistin
- Mark Gonzales (* 1968), Skateboarder und Künstler

außerdem:
- Cypress Hill, latino-amerikanische Hip-Hop-Gruppe